# Piotr Mokrski
Mokrski Piotr (wł. Piotr z Mokrska zwany Jelito) herbu Jelita (ur. ok. 1280, zm. 1332–1333) – kasztelan małogoski, kasztelan wiślicki, kasztelan sandomierski, pierwszy znany ze źródeł dziedzic Mokrska w ziemi sandomierskiej koło Jędrzejowa. 

## Rodzina

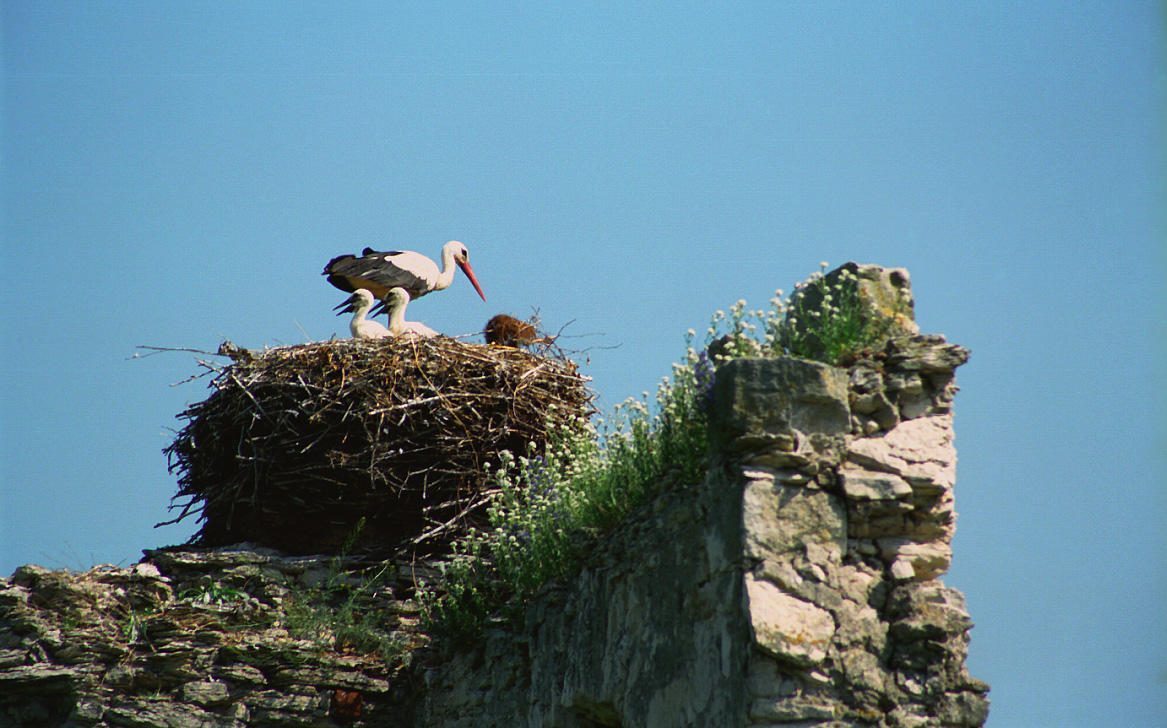
Ruiny zamku w Mokrsku Górnym (obecnie służące bocianom)

Pochodził z polskiego rodu rycerskiego zwanego Jelitczykami (Jelitami) lub Nagodzicami. Według Karola Potkańskiego protoplastą rodu był Dziwigor z ziemi sieradzkiej. Ród Jelita zamieszkiwał również w ziemi krakowskiej. Piotr Jelito był ojcem Dziwisza z Węgleszyna, starosty łęczyckiego, Floriana Mokrskiego, biskupa krakowskiego i bratem Tomisława z Mokrska, wojewody krakowskiego i sandomierskiego.

## Kariera
- 15 maja 1306 – występuje po raz pierwszy u boku Władysława Łokietka w Krakowie[6], jako kasztelan małogoski[7], którym jest do końca 1310 roku,
- 1 września 1306 – uczestniczy w uroczystej elekcji Łokietka na księcia krakowsko-sandomierskiego. Przywiesza swą pieczęć do wystawionych z tej okazji przywilejów dla miasta Krakowa i katedry,
- 1307 – jest świadkiem rozsądzenia sporu między Straszem z Końskich a biskupem krakowskim Janem Muskatą, który zostaje wygnany z Krakowa (chroni się na zamku w Lipowcu)[8]
- 1308 – występuje w testacji trzech dokumentów książęcych dla klasztorów małopolskich,
- jest wierny polityce Władysława Łokietka i zapewne jak brat Tomisław podczas buntu wójta Alberta w 1312 staje po stronie księcia,
- 1315 - otrzymuje, hierarchicznie wyższą od małogoskiej, kasztelanię wiślicką,
- 8 grudnia 1316 – uczestniczy w zjeździe w Krakowie zaprzyjaźnionych z Łokietkiem książąt piastowskich,
- 1317 – awansuje na urząd kasztelana sandomierskiego, który piastuje do końca życia,
- uczestniczył zapewne w ogólnopolskich wiecach w 1318 w  Sulejowie[9] i w 1319 w Żarnowie,
- po koronacji (20 stycznia 1320) Łokietka w Krakowie, należał do składu dostojników otaczających króla podczas publicznych wystąpień,
- 1330 – ostatnia wzmianka o Piotrze z Mokrska, jako żyjącym, dotyczy jego udziału na ogólnopolskim wiecu chęcińskim,
- w bulli papieża Jana XXII z 11 stycznia 1334 (wystawionej w interesie syna Mokrskiego Floriana) jest wspomniany jako nieżyjący,
- zmarł między 29 maja 1332 a 11 czerwca 1333[10].